# Cecoslovacchia
La Cecoslovacchia (/ʧɛkozloˈvakkja/ o /ʧɛkozlovakˈkia/; in ceco e in slovacco: Československo, Česko-Slovensko) fu uno Stato europeo indipendente esistito dal 1918 al 1993.
A seguito di una decisione parlamentare del 1992 fu decisa la scissione del Paese in due entità statali separate che, dal 1º gennaio 1993, presero il nome di Repubblica Ceca e Slovacchia.

## Storia
Lo Stato della Cecoslovacchia nacque nell'ottobre del 1918, dalla dissoluzione dell'impero austro-ungarico alla fine della prima guerra mondiale. Il principale artefice dell'operazione fu il suo fondatore e primo Presidente, il filosofo Tomáš Masaryk. La nascente nazione consisteva negli attuali territori della Repubblica Ceca, della Slovacchia, e della regione della Rutenia subcarpatica oggi in Ucraina. Il territorio del nuovo Stato comprendeva alcune delle regioni più industrializzate del precedente Impero austro-ungarico, e dell'intera Europa, con un tasso di occupati nell'industria che raggiungeva il 40%. Fino alla seconda guerra mondiale fu una repubblica democratica, ma fu caratterizzata da contrasti etnici.
Le difficoltà erano dovute al fatto che il secondo e il terzo dei maggiori gruppi etnici del paese (rispettivamente tedeschi e slovacchi) non erano soddisfatti del dominio economico e politico dei cechi. Molti appartenenti alle comunità tedesca e ungherese non accettarono mai realmente la creazione del nuovo Stato. Tedeschi, Ungheresi e Polacchi e anche alcuni Slovacchi avevano la percezione di essere svantaggiati, poiché nel paese era stato introdotto un governo centralizzato e in linea generale non fu permessa alcuna autonomia politica ai gruppi etnici minoritari. Questa politica, unita alla crescente propaganda del regime nazista della Germania svolta nella regione industriale di prevalente lingua tedesca dei Sudeti, portò un sempre maggiore disagio nella popolazione non ceca.
Poco prima della seconda guerra mondiale la Cecoslovacchia divenne un obiettivo di Hitler. Dopo gli accordi di Monaco del 1938, le truppe tedesche occuparono le regioni di confine della Boemia e della Moravia "etnicamente" tedesche (i Sudeti), mentre l'Ungheria acquisì i territori della Slovacchia meridionale, ed il rimanente territorio slovacco e la Rutenia ricevettero uno statuto autonomo entro lo Stato cecoslovacco. Nel marzo del 1939 la Cecoslovacchia cessò di esistere, quando Hitler occupò il resto della Boemia, mentre la Slovacchia, anche sotto pressione tedesca, proclamò la propria indipendenza. Durante la seconda guerra mondiale i territori boemi formarono il Protettorato di Boemia e Moravia, governato direttamente dalla Germania. Il neonato stato della Slovacchia divenne un alleato della prima. Le truppe slovacche combatterono sul fronte russo fino all'estate del 1944, quando le stesse forze armate si ribellarono al proprio governo: la ribellione fu stroncata dall'esercito tedesco dopo diversi mesi di combattimenti.
Dopo la fine della seconda guerra mondiale lo Stato della Cecoslovacchia fu ristabilito quale era in precedenza. Il gruppo etnico tedesco fu espulso dal paese, mentre la Rutenia fu ceduta all'Unione Sovietica. In seguito il Partito Comunista di Cecoslovacchia ebbe ruoli chiave nel governo (1946) in seguito alla vittoria nelle elezioni parlamentari in cui risultò essere primo partito e in breve (1948) instaurò la dittatura. La Cecoslovacchia entrò dunque nell'orbita di influenza dell'Unione Sovietica. Con l'eccezione di un breve periodo, il paese fu caratterizzato da una certa arretratezza economica in rapporto ai paesi dell'Europa occidentale, sebbene la sua economia si mantenesse tra le più avanzate di quelle dei suoi vicini dell'Europa orientale. In campo religioso veniva ufficialmente promosso e insegnato l'ateismo.
Negli anni '50, la Cecoslovacchia ha sperimentato un'elevata crescita economica (in media il 7% all'anno), che ha permesso un aumento sostanziale dei salari e degli standard di vita, promuovendo così la stabilità del regime.
Nel periodo fra il 1967 e il 1968 la Cecoslovacchia fu teatro di una stagione riformista (cui convenzionalmente si dà spesso inizio il 5 gennaio 1968, con la salita al potere di Alexander Dubček) che prese il nome di Primavera di Praga. A questa stagione pose termine, nella notte fra il 20 e il 21 agosto 1968, l'invasione del Paese da parte delle truppe del Patto di Varsavia (con l'eccezione di quelle della Romania che non partecipò all'attacco). Ebbe fine in questo modo il tentativo di realizzare quello che venne definito un "socialismo dal volto umano".
Nel 1969 la Cecoslovacchia divenne uno Stato federale, che riuniva la Repubblica Socialista Ceca e la Repubblica Socialista Slovacca. Sotto questa forma di governo le disparità sociali ed economiche tra i gruppi etnici ceco e slovacco furono in larga parte eliminate.
A seguito della Rivoluzione di velluto, nel 1989 lo Stato tornò ad assumere un ordinamento liberale, reintroducendo il sistema economico capitalistico. Nel 1992, dopo un lungo periodo di discussioni, il parlamento federale decise di suddividere il paese tra la Repubblica Ceca e la Slovacchia e la Cecoslovacchia cessò così di esistere il 1º gennaio 1993, dando luogo alla dissoluzione della Cecoslovacchia.

### Forme di Stato
- 1918-1938: Stato centralizzato, repubblica democratica (Prima Repubblica);
- 1938-1939: Stato centralizzato, repubblica democratica (Seconda Repubblica);
- 1939-1945: in seguito all'invasione tedesca, il paese è diviso in Protettorato di Boemia e Moravia e Repubblica Slovacca;
- 1945-1948: Stato centralizzato, repubblica democratica (Terza Repubblica);
- 1948-1968: Stato socialista, centralizzato (Repubblica Socialista Cecoslovacca);
- 1969-1989: Stato socialista, federazione formata dalla Repubblica Socialista Ceca e dalla Repubblica Socialista Slovacca entro la Repubblica Socialista Cecoslovacca;
- 1990-1993: Repubblica Federale Ceca e Slovacca.

### Nomi ufficiali
- 1918-1920: Repubblica Ceco-Slovacca o Repubblica Cecoslovacca (abbreviata RČS); forma breve Ceco-Slovacchia (Česko-Slovensko) o raramente Cecoslovacchia (Československo);
- 1920-1938 e 1945-1960: Repubblica Cecoslovacca (ČSR, inizialmente abbreviata RČS); forma breve Cecoslovacchia (Československo);
- 1938-1939: Repubblica Ceco-Slovacca; Ceco-Slovacchia;
- 1960-1990: Repubblica Socialista Cecoslovacca (ČSSR); Cecoslovacchia;
- aprile 1990: Repubblica Federale Cecoslovacca (versione ceca) e Repubblica Federale Ceco-Slovacca (versione slovacca);
- successivamente: Repubblica Federale Ceca e Slovacca (ČSFR, con le versioni abbreviate di Cecoslovacchia (versione ceca) e Ceco-Slovacchia (versione slovacca)).

## Popolazione

### Etnicità

Mappa linguistica della Cecoslovacchia nel 1930

Il Paese era uno Stato multietnico, con cechi e slovacchi come popoli costituenti. La popolazione era composta da cechi (51%), slovacchi (16%), tedeschi (22%), ungheresi (5%) e russini (4%). Molti tedeschi, ungheresi, ruteni e polacchi e alcuni slovacchi, si sentivano oppressi perché l'élite politica generalmente non consentiva l'autonomia politica ai gruppi etnici minoritari. Questa politica ha portato a disordini tra la popolazione non ceca, in particolare nei Sudeti di lingua tedesca, che inizialmente si erano autoproclamati parte della Repubblica dell'Austria tedesca in accordo con il principio dell'autodeterminazione.
Lo Stato proclamò l'ideologia ufficiale secondo cui non esistevano nazioni ceche e slovacche separate, ma solo una nazione di cecoslovacchi (vedi Cecoslovacchismo), con disaccordo tra slovacchi e altri gruppi etnici. Una volta che una Cecoslovacchia unificata fu restaurata dopo la seconda guerra mondiale (dopo che il paese era stato diviso durante la guerra), il conflitto tra i Cechi e gli Slovacchi riemerse di nuovo. I governi della Cecoslovacchia e di altre nazioni dell'Europa centrale deportarono i tedeschi etnici, riducendo la presenza di minoranze nella nazione. La maggior parte degli ebrei era stata uccisa durante la guerra dai nazisti.
| Etnicità della Cecoslovacchia nel 1921 | Etnicità della Cecoslovacchia nel 1921 | Etnicità della Cecoslovacchia nel 1921 |
| -------------------------------------- | -------------------------------------- | -------------------------------------- |
| Ceco slovacchi                         | 8.759.701                              | 64,37%                                 |
| Tedeschi                               | 3.123.305                              | 22,95%                                 |
| Ungheresi                              | 744.621                                | 5,47%                                  |
| Ruteni                                 | 461.449                                | 3,39%                                  |
| Ebrei                                  | 180.534                                | 1,33%                                  |
| Polacchi                               | 75.852                                 | 0,56%                                  |
| Altri                                  | 23.139                                 | 0,17%                                  |
| Stranieri                              | 238,784                                | 1,75%                                  |
| Popolazione totale                     | 13.607.385                             |                                        |
|                                        |                                        |                                        |

| Etnicità della Cecoslovacchia nel 1930 | Etnicità della Cecoslovacchia nel 1930 | Etnicità della Cecoslovacchia nel 1930 |
| -------------------------------------- | -------------------------------------- | -------------------------------------- |
| Ceco slovacchi                         | 10.066.000                             | 68,35%                                 |
| Tedeschi                               | 3.229.000                              | 21,93%                                 |
| Ruteni                                 | 745,000                                | 5,06%                                  |
| Ungheresi                              | 653.000                                | 4,43%                                  |
| Ebrei                                  | 354.000                                | 2,40%                                  |
| Polacchi                               | 76.000                                 | 0,52%                                  |
| Rumeni                                 | 14.000                                 | 0,10%                                  |
| Stranieri                              | 239.000                                | 1,62%                                  |
| Popolazione totale                     | 14.726.158                             |                                        |
|                                        |                                        |                                        |

*Gli Ebrei si identificavano come Tedeschi o Ungheresi (ed Ebrei solo in campo religioso, non etnico), per cui la somma è superiore al 100%.

## Economia
Dopo la seconda guerra mondiale, il sistema economico fu basato sulla pianificazione centrale, diretta dai vertici del Partito Comunista come accadeva in Unione Sovietica. Vi era una grande industria metallurgica, ma era fortemente dipendente dalle importazioni di ferro dall'estero.

### Industria
Dominavano il settore le industrie estrattive e manifatturiere. Le principali branche includevano la costruzione di macchinari, la chimica, la produzione alimentare, la metallurgia e il settore tessile. L'industria sprecava grandi quantità di energia, materiali e lavoro e non era in grado di aggiornare la tecnologia rapidamente, seguendo il passo con i tempi; nonostante questo, la Cecoslovacchia era fonte di prodotti di alta qualità per gli altri Paesi del blocco orientale.

### Agricoltura
Il settore primario era di dimensioni inferiori al secondario, ma riusciva a provvedere al fabbisogno alimentare nazionale. L'agricoltura dipendeva fortemente dalle importazioni di grano, soprattutto negli anni di condizioni atmosferiche avverse. La Cecoslovacchia vantava il più alto consumo di carne pro capite nei paesi satelliti dell'Unione Sovietica.

### Commerci
Le esportazioni nel 1985 furono stimate a 17,8 miliardi di dollari, dei quali il 55% era composto da macchinari, il 14% da carburanti e materiali e il 16% di merce lavorata. Sempre nel 1985 le importazioni toccarono i 17,9 miliardi di dollari, dei quali il 41% in carburanti e materiali, il 33% in macchinari, il 12% in prodotti agricoli e forestali. Nel 1986 circa l'80% dei commerci esteri avveniva con paesi socialisti.

### Tasso di cambio
Il tasso ufficiale commerciale di cambio della corona cecoslovacca era, nel 1987, di 5,4 corone per 1 $; il tasso turistico invece era pari a 10,5 corone per 1$. Sul mercato nero il tasso di cambio era ancora superiore: 30 corone per 1 dollaro; questo divenne poi il cambio ufficiale quando la valuta divenne convertibile all'inizio degli anni novanta.

## Arte
Solamente nel IX secolo, con la diffusione del cristianesimo, la Cecoslovacchia entrò nell'orbita occidentale, manifestatasi con i primi edifici sacri, quali l'antica Rotonda di San Venceslao nel Castello di Praga, che vedrà i suoi inizi proprio in quel secolo, per divenire, nel corso del tempo, una città nella città. Intorno al 1170 vengono gettate le basi del Palazzo e del grande ponte in pietra sulla Moldava, uno dei primi in Europa, dopo la caduta dell'Impero romano. Sempre nello stesso periodo si impose la pittura con la miniatura dei codici.
Nel XIII secolo i grandi ordini religiosi introdussero gli elementi del Gotico, come evidenziato nella chiesa cistercense di Praga.
Il Trecento rappresentò uno dei periodi più floridi dell'arte cecoslovacca, grazie agli impulsi forniti dall'imperatore Carlo IV che fece realizzare il nuovo quartiere di Città Nuova, la cattedrale di San Vito, il castello di Carlstejn e varie abbazie, ma soprattutto nella pittura il territorio cecoslovacco divenne uno dei centri più floridi d'Europa, assieme all'Italia settentrionale e alla Borgogna.
La scultura boema e morava durante il gotico espressero le loro manifestazioni più riuscite nei ritratti contenuti nella cattedrale di San Vito, nella lunga serie di Belle Madonne, e nell'altare maggiore di Levoča. Verso la metà del Trecento si inaugura il tipo di chiesa a due navate divise da pilastri.
Con l'inizio del regno degli Asburgo nel 1526 a Praga arrivarono molti artisti italiani che diffusero i dettami del Rinascimento. Qualche decennio dopo, alla corte di Rodolfo II, si attivarono pittori, scultori, orafi manieristi, tra i quali Adriaen de Vries, e nel Seicento inoltrato anche il Barocco venne importato dall'Italia, ma proprio in terra cecoslovacca assunse caratteri e soluzioni originali, in grado di produrre mirabili opere come il ponte Carlo IV praghese.
Le manifestazioni neoclassiche dell'Ottocento si caratterizzarono per elementi locali e il rinnovamento razionalista venne sospinto da Jan Kotěra.

## Teatro
Come per la letteratura anche il teatro va distinto per la produzione ceca e slovacca, anche se quest'ultima solo verso la fine dell'Ottocento assunse caratteri propri.
I momenti salienti del teatro slovacco furono la nascita del Teatro Nazionale della Slovacchia e l'impulso ricevuto dopo la seconda guerra mondiale a inserirsi in un filone di ampio respiro europeo.
Le origini del teatro ceco invece sono più antiche e risalgono ai riti pagani e dal XII secolo fiorirono i drammi a carattere sacro, scritti in latino con l'inserimento sempre crescente di termini in ceco. Nel periodo umanistico il teatro raggiunse livelli di splendore sia con le farse carnevalesche sia con le recite organizzate dai Gesuiti.
Nel Seicento il teatro ufficiale si germanizzò e a questo fenomeno si ribellò la drammaturgia popolare, che attinse sia ai drammi rurali ma anche alla situazione politica contemporanea.
Nell'Ottocento sorsero varie filodrammatiche e si assistette alla fioritura dei drammi cavallereschi e di fiabe e dopo il fallimento del 1848 il teatro si suddivise nel teatro borghese e in quello popolare.
Dalla fine dell'Ottocento agli anni venti del Novecento il teatro cecoslovacco risentì di varie influenze, dal realismo critico al neoromanticismo e dopo i cambiamenti politici avvenuti dopo la fine della prima guerra mondiale, il teatro cecoslovacco si scisse nel movimento convenzionale e in quello anticonformista. Dopo la seconda guerra mondiale il teatro cecoslovacco assunse caratteri tipici della letteratura sociale e incentrata sui tipi psicologici.

## Cinema
Il cinema cecoslovacco ha un'antica tradizione che risale sin ai primordi dell'attività artistica e soprattutto nelle opere di Karel Zeman abbiamo assistito alla fusione di elementi innovativi di ricerca tecnica e di contenuti.
Durante il Novecento la particolare posizione geografica della Cecoslovacchia ha consentito un accentramento di tendenze cinematografiche mitteleuropee che, soprattutto dopo la seconda guerra mondiale, ha imposto la produzione cecoslovacca a livello internazionale, grazie anche allo straordinario livello raggiunto nel campo dell'animazione, sviluppatasi particolarmente grazie all'ingegno di Jiří Trnka e di Eduard Hoflan.

## Stemmi

Stemma fino al 1938
Stemma dal 1961 al 1989
Stemma dal 1989 al 1993